# Gertrud Svensdotter
Gertrud Svensdotter, född 1656, död 1675, känd i den svenska historien som det första barnvittnet under den svenska häxhysterin det stora oväsendet 1668-1676. Det var Gertruds vittnesmål mot Märet Jonsdotter 1668 som utlöste början på den stora häxhysterin.

## Bakgrund
Gertrud var dotter till Sven Hwass och hade två bröder. Då modern dog i barnsäng hade fadern, år 1664, sänt bort henne till Älvdalen i Dalarna för att bo hos sin farfar. Farfadern dog 1665, och hon omhändertogs av farfaderns ogifta systrar, Elin och Chirstin Jonsdöttrar i Kettisgården i Åsen. Gertrud tycks ha levat ett välordnat liv. Chirstin tycks ha varit hennes fostermor. Chirstin blev aldrig anklagad för häxeri, hon stod bara en gång inför rätta, 1652, för att ha mött en gift man i skogen i hemlighet, en man som vägrade att sluta träffa henne även då han ställdes inför rätta. Domstolen tycks dock inte ha vidtagit några åtgärder. Gertruds familj tillhörde de välbärgade i trakten.
Hösten 1667 sade en pojke, Mats Nilsson, sig ha sett Gertrud föra sina getter över Östra Dalälven genom att gå på vattnet vid Hemmansäng vid Åsen. Denne pojke hade vallat får med henne och då fått stryk av henne då de bråkat. Gertrud förhördes av prästen, Lars Elvius. Gertrud övertalades till slut att säga att djävulen varit inblandad. Hon sade att då hon bodde hos sina föräldrar i Lillhärdal i Härjedalen hade en piga från granngården fört henne till Satan. Pigan var Märet Jonsdotter.

## Vittnesmål
År 1663, då Gertrud var åtta hade Märet, enligt Gertruds bekännelse, tagit henne med först till en sandgrop, sedan en trevägskorsning, och ropat "Du fanen, kom fram", varpå Satan hade kommit fram i skepnad av en präst. De hade ätit, och natten därpå hade Märet kommit till Gertrud, smort henne och en av faderns kor med en röd salva och sedan rest genom skorstenen till Satan.
Hon hade sedan dess ofta varit på besök på Blåkulla, tjuvmjölkat med pukor, smort fötterna med salva för att kunna gå på vattnet och tagit barn med sig till Blåkulla där de skrivits in i en bok med svarta blad. Orsaken till att hon erkände var att hon hade mött en vitklädd man, en ängel på Blåkulla, som uppmanat henne till det för att inte svälten skulle komma över landet.
Kort därpå hade Erich Erichsson (Erik Eriksson på Åsen), 15 år, kommit med ett vittnesmål, och det gissas att det var detta som fick Gertrud att bekänna. Erik ansågs synsk, och behandlades med respekt på grund av detta. Vid vallningen på midsommar 1667 hade han fallit i dvala och haft visionen av en svartklädd präst, som bjudit honom mat, men han nekade och vaknade; han hade gått hem, och förlorat mycket boskap. Hans synskhet gjorde att han inte fick några förebråelser för att ha förlorat boskapen, "Emedan han tillförende så war wahn att stundom giöra". I sina visioner hade han hört att barnen skulle frälsas från Blåkulla med ris, men att det var för sent för de vuxna. En gång hade han fallit i dvala, och sedan farit upp i vädret, där han sett Gertrud och de barn hon fört med sig, bland annat hans syster Anna Erichsdotter (9 år) sitta vid ett bord på Blåkulla. På natten hade han sett en ängel och en djävul diskutera vem som hade flest innevånare i sitt rike, och ängeln sade att Gertrud tog många till djävulens rike. Fjorton dagar sedan hade han anmält det hela.
Erik förhördes bara en enda gång som vittne, aldrig som anklagad, liksom de övriga vittnena. Hans vittnesmål gavs dock stor betydelse; han ges kredit för att ha avslöjat det hela, "Dhenna handelen upprögt haffwer", "detta trolldombswäsendet också först yppat" och "Först dher om uppenbarelse".
Gertruds historia var orsaken till att de svenska häxprocesserna påbörjades, och det första offret var Märet Jonsdotter. Hon pekade också ut sju andra, och häxprocessen började i september 1668. Detta var startskottet för den verkliga häxjakten i Sverige.

## Processen
Märet kallades till rätten och uppmanades att bekänna och ange andra. Hon förnekade allt. Gertruds far, Sven Hwass, vittnade om att Märet och Gertrud använt honom som ridhäst till Blåkulla och att han blivit sjuk av det. Sven, som hade en dotter och två söner och vars fru dött i barnsäng, hade tänkt fria till Märet men blivit avskräckt då han under en resa med henne till Dalarna blivit misshandlad av en rival, en son till en fänrik. Det var efter detta, år 1664, Gertrud hade sänts bort för att bo hos sin farfars systrar, Elin och Chirstin Jonsdöttrar i Åsen, och farfadern, som dog 1665. Chirstin tycks ha varit hennes fostermor. Chirstin blev aldrig anklagad för häxeri, hon stod bara en gång inför rätta, 1652, för att ha mött en gift man i skogen i hemlighet, en man som vägrade att sluta träffa henne även då han ställdes inför rätta. Domstolen tycks dock inte ha vidtagit några åtgärder. Gertruds familj tillhörde de välbärgade i trakten.
Märet hade ett märke på vänstra handens lillfinger, som ansågs vara djävulsmärket. Hon erkände till slut att hon brukade "läsa i salt" (gav djuret salt man hade rört motsols i handen) mot djurens ryggskott och fick läsa upp versen: "Vår herre Jesus, han rese fjäll och fjär, bote flog och finnskott, vattenskott och den skott som skjuten är emellan himmel och jor. Guds ord och amen." Men hon förnekade allt annat. Man tog dit Gertrud och en annan flicka, Anna Olofsdotter. Även Anna pekade ut Märet i en vittneskonfrontation.
Flickorna sade att de bekänt för att de kommit till insikt om sin synd, men Märet svarade med motfrågor; varför visste hon inte själv att hon varit i Blåkulla, varför skulle det i så fall vara dolt för henne? Till slut bad hon Gertrud gå, hon ville inte se henne mer.
Vittnen i denna process var främst Gertrud, Hans Hansson (10), Anna Erichsdotter (9), Erik Eriksson (15) och Gålichs Anna Olsdotter (16).

## Blåkulla
På Blåkulla festade man som på ett bondbröllop, man drack och åt och dansade och hade sex till ljuset av ljus som stuckit i kvinnors slidor medan djävulen låg under bordet och skrattade så rummet dånade och helveteselden pyrde upp genom ett hål i golvet där man kunde se de pinade själarna i helvetet. Man dansade med ryggen mot varandra och gjorde allt baklänges mot hur man gjorde i verkliga livet, gifte sig med flera personer samtidigt och hade sex med Satan och djävlarna vars penisar brann och vars sperma var blod och födde sedan barn som sopades upp från golvet och maldes till godisremmar. Då man sedan vaknade värkte kroppen, maten man åt hade försvunnit och gjort en hungrig och de gåvor man fått hade blivit spån.
Ett intressant fenomen var att barnen, förutom Satan och demoner, också sade sig ha sett änglar i Blåkulla. Vägg i vägg med Satans matsal låg änglarnas kammare Vitkulla, inredd med bänkar som i en kyrksal och helt och hållet i vitt från golv till tak, varifrån Gud i en grå kåpa och grått skägg ("precis som herr Olof i Mo") ropar till dem "Kommen hit, I ären mina barn". Änglarna hade fågelklor till händer och fötter, några flög omkring och de var klädda i vitt linne, mässärkar och snäva byxor, och de slog satansmaten ur händerna på barnen, grät tårar stora som ärtor och bad dem bekänna så att häxorna kunde utrotas och sände med budskapet att människor inte skulle arbeta på torsdagskvällar, inte använda mössor med krusade tröjärmar och inte sälja tobak till överpris.
Barnen var ju inte endast offer för häxorna som tagit dem dit, i Blåkulla hade barnen också själva deltagit i sexuell synd och försvurit sig till djävulen och ätit hans mat. Att änglarna försökte hjälpa dem var därför ett sätt för barnen att understryka att de i första hand hade varit häxornas offer, och "Blåkullas vita änglar" var populär bland vittnesmålen. Men domstolarna var aldrig särskilt intresserade av änglarna. Rätten frågade varför änglarna, om de hade försökt hindra dem från att äta av satansmaten, inte försökt hindra dem att göra värre saker, som att ha sex med djävlarna. Den första som nämnde en ängel var troligen Erik Eriksson.

## Straff och senare liv
Av vittnena blev Gertrud, Anna Erichsdotter och Märits syskon piskade, och Gålichs Anna Olsdotter (17 år) avrättade 19 maj tillsammans med 7 andra dömda.
Gertrud Svensdotter fick 19 maj 1669 bevittna avrättningen av de dödsdömda. Hon gifte sig 9 februari 1673 med Lars Mattson (21 år), som också varit ett av barnvittnena, och fick då överta faderns fastrars gård. Hon kallades 1670 ned till prästgården för att underhålla prästens gäster med sin blåkullaberättelse. 1 maj 1675 begravdes hon en vecka efter att hon fött en son Matts som också dog och begravdes 11 juni 1675. Hon dog antingen av barnsäng eller av en pest som tros ha härjat i trakten då.